# Università degli Studi Niccolò Cusano
Università degli Studi Niccolò Cusano (UNICUSANO) är ett privat universitet beläget i Rom, Italien. Grundades av Stefano Bandecchi.

## Rektorer
- Sebastiano Scarcella (2006-2010)
- Giovanni Puoti (2010- )